# پوردنونه
شهر  پوردنونه (به ایتالیایی: Pordenone)   با جمعیت  ۵۰٬۸۵۱   نفر  در  ناحیه فریولی ونتزیا جولیا در کشور ایتالیا واقع شده‌است.